# Muscharaka
Muscharaka ist im islamischen Finanzwesen ein Finanzierungsinstrument in Form einer Beteiligungsfinanzierung, bei der die Partner sowohl den Gewinn als auch den Verlust teilen.

## Muscharaka als Beteiligungskonzept
Muscharaka (arabisch مشاركة, DMG mušāraka, oft Musharakah) oder Schirkat al-amwal wird verwendet, um ein Unternehmen zu gründen oder um einzelne Projekte zu unterstützen. Zwischen den Beteiligten (meistens zwischen einem Unternehmen und einer Bank) wird ein einvernehmlicher Vertrag ausgehandelt, welcher unter anderem alle Bestandteile eines rechtsgültigen Vertrages enthält. Beispielsweise müssen alle Parteien in der Lage sein, Verträge einzugehen. Außerdem muss der Vertrag ohne Zwang, Betrug oder Täuschung zustande kommen (entsprechend Scharia).
Es gibt ein paar wesentliche Punkte, welche im Muscharaka-Beteiligungskonzept enthalten sind:

### Gewinnausschüttung
Der Anteil des Gewinns muss zwischen beiden Parteien zum Zeitpunkt der Vornahme des Vertrags vereinbart werden, andernfalls ist der Vertrag nach Schari'a nicht wirksam.
Das Verhältnis des Gewinns muss für jeden Partner in einem angemessen Verhältnis bestimmt werden. Gewinnausschüttung erfolgt nicht im Verhältnis zum investierten Kapital, sondern in Verhältnis zu dem Gewinn, den ein Unternehmen erreicht hat. Es ist nicht erlaubt, überhaupt einen Partner an einen festen Betrag oder an eine Gewinnrate mit seiner Investition zu binden.
Wenn beispielsweise A und B eine Partnerschaft gründen und sie vereinbaren, dass A 10000 Rs pro Monat als seinen Anteil am Gewinn erhält und der Rest an B ausgeschüttet wird, dann ist diese Partnerschaft ungültig. Auch wenn zwischen ihnen vereinbart ist, dass z. B. A 15 % seiner Investition erhält, ist dieser Vertrag unwirksam. Die richtige Grundlage für die Gewinnausschüttung wäre ein vereinbarter Prozentsatz des aus dem Geschäft entstandenen tatsächlichen Gewinns.
Es ist erlaubt, dass der Partner, der für Muscharaka arbeitet, einen höheren Prozentsatz als der Partner, der darauf verzichtet hat, bekommt.

### Verhältnis des Gewinns und Verhältnis des investierten Kapitals
Hierzu gibt es verschiedene Meinungen:
Nach Ansicht von Mālik ibn Anas und asch-Schafiʿi, ist es für die Wirksamkeit der Muscharaka notwendig, dass jeder Partner den Gewinn entsprechend dem Teil seiner Investitionen (Kapitaleinlage) bekommt. Wenn man also 40 % des gesamten Kapitals investiert hat, dann muss man auch 40 % des Gewinns bekommen. Jede gegenteilige Vereinbarung, die berechtigt mehr oder weniger als 40 % zu bekommen, macht die Muscharaka nach Schari'a ungültig.
Eine ganz andere Meinung hat Ahmad ibn Hanbal. Er denkt, dass das Verhältnis des Gewinns von dem investierten Kapital abweichen kann, wenn es beide Parteien so vereinbart haben. Daher ist es zulässig, dass ein Partner mit 40 % der Investitionen 60 % oder 70 % des Gewinns bekommt, während der andere Partner mit 60 % der Investitionen nur 40 % bzw. 30 % des Gewinns erhält.
Eine weitere Meinung hat Abu Hanifa. Seine Meinung liegt zwischen den beiden vorhergehenden. Er sagt, dass das Verhältnis des Gewinns vom Verhältnis der Investitionen unter normalen Bedingungen abweichen kann. Wenn allerdings ein Partner durch eine Klausel in der Vereinbarung erklärt, dass er nie für die Muscharaka arbeiten wird und er ein stiller Teilhaber während der gesamten Laufzeit der Muscharaka bleibt, dann bekommt er einen Gewinn aus dem Verhältnis seiner Investition jedoch nicht mehr.

### Verlustverteilung
Im Fall von Verlusten sollte jeder Partner genau nach dem Verhältnis seiner Anlage am Verlust beteiligt sein. Aus diesem Grund ist ein Partner, der 40 % des Kapitals investiert hat, genau 40 % des Verlusts schuldig, nicht mehr und nicht weniger. Zu diesem Prinzip gibt es von den unterschiedlichen Juristen eine vollständige Übereinstimmung.
asch-Schafiʿi ist der Meinung, dass das Verhältnis des Anteils sowohl in der Gewinn- als auch der Verlustrechnung dem Verhältnis seiner Investition entsprechen muss. Aber Abu Hanifa und Ahmad haben hierzu eine andere Ansicht. Das Verhältnis des Gewinns kann sich vom Verhältnis der Investitionen unterscheiden, wenn eine solche Vereinbarung getroffen wurde. Was sich aber den Verlust betrifft, so muss dieser immer im Verhältnis zum investierten Kapital verteilt werden.
Ganz allgemein lässt sich sagen: Die Verteilung des Gewinns basiert auf den Vereinbarungen der Parteien, der Verlust immer auf dem Verhältnis des investierten Kapitals.

### Die Verwaltung (Management) des Muscharaka
Das Prinzip der Muscharaka besagt, dass jeder Partner ein Recht hat, an der Verwaltung (Management) teilzunehmen und auch für sie zu arbeiten. Allerdings können die Partner vereinbaren, dass die Verwaltung nur durch einen von ihnen erfolgen wird. In diesem Fall sind die stillen Partner am Gewinn nur im Umfang ihrer Investitionen beteiligt.
Wenn jedoch alle Parteien für Muscharaka arbeiten wollen, dann gilt jeder von ihnen als Vertreter der anderen in allen Angelegenheiten des Unternehmens. Die Geschäfte, die einer von ihnen schließt, werden als von allen Partnern genehmigt erachtet.

## Unterschiede zu Kreditfinanzierung
In Muscharaka gibt es keine festen Rückzahlungsraten. Die Rückzahlung des Kredits hängt von dem Gewinn oder Verlust des Unternehmens ab. Je höher der Gewinn des Unternehmens ist, desto höher ist die Rückzahlungsrate. Bei Kreditfinanzierung muss der Kreditnehmer unabhängig von Gewinnen und Verlusten einen festen Betrag zurückzahlen. Aus diesem Grund hat der Kreditgeber keine Verluste, was bei Muscharaka passieren kann, wenn Unternehmen des Kreditnehmers keine Gewinne erwirtschaftet.
Bei Kreditfinanzierung kommt es zu Ungerechtigkeit sowohl gegen den Kreditgeber als auch gegen den Kreditnehmer. Wenn der Kreditnehmer keine Gewinne hat, dann ist er zusätzlich mit der festen Zinsrate belastet, aber wenn er hohe Gewinne erwirtschaftet, dann zahlt er dem Kreditgeber zu wenig, was ungünstig für den Kreditgeber ist. Solche Ungerechtigkeiten passieren nicht bei Muscharaka. Wenn die Unternehmung des Kreditnehmers hohe Gewinne erwirtschaftet, dann profitiert davon die Gemeinschaft z. B. die Geldgeber der Bank.

## Musharaka Mutanaqisah Partnership
al-Muscharaka al-Mutanaqisa / المشاركة المتناقصة / al-mušāraka al-mutanāqiṣa ist eine zeitlich begrenzte Version von Muscharaka. Die Beteiligung der Bank ist zeitlich begrenzt d. h. bis der Kunde der Bank die sämtliche Anteile abgekauft hat.
Der Musharakah Mutanaqisah Partnership (MMP)-Vertrag basiert auf einem abnehmenden Partnerschaftskonzept. Die MMP besteht aus drei Verträgen – muscharaka (Beteiligung), idschara (Leasing) und baiʿ (Handel/Verkauf). Zunächst gründet der Kunde mit der Bank eine Partnerschaft (muscharaka) unter dem Begriff Schirkat al-Milik (Miteigentum). Sie sind beide gemeinsamer Eigentümer, und von ihnen wird der Vermögenswert finanziert.
Danach least die Bank ihren Anteil am Vermögenswert an den Kunden unter dem Begriff der idschara. Zum Beispiel übernimmt der Kunde zunächst 20 % der Kosten des Vermögenswertes als ersten Beteiligung der Anlage, während die Bank die restlichen 80 % ausgleicht. Dann kauft der Kunde der Bank 80 % der Aktien in vereinbarten Teilen in regelmäßigen Abständen ab, bis der Vermögenswert sich komplett im Eigentum des Kunden befindet.
Die Mieteinnahmen werden gemeinschaftlich zwischen Bank und Kunde aufgeteilt, entsprechend der aktuellen Beteiligung. Die Einnahmen des Kunden werden mit zunehmender Beteiligung steigen und am Ende gehört das Vermögenswert nur dem Kunden.